# Bahnhof Gladbeck West
Der Bahnhof Gladbeck West ist der wichtigste Bahnhof im Gladbecker Stadtgebiet. Der Bahnhof liegt im Westen des Stadtteils Mitte. Außerdem besitzt Gladbeck die Stationen Gladbeck Ost und Gladbeck-Zweckel.

## Geschichte
Der Bahnhof Gladbeck West wurde am 1. Mai 1905 zeitgleich mit der Bahnstrecke Oberhausen-Osterfeld–Hamm und der Verbindungsstrecke zur Bahnstrecke Winterswijk–Gelsenkirchen-Bismarck gebaut und eröffnet. Personenverkehr existierte von Beginn an, allerdings nur auf der Relation zwischen Osterfeld und Hamm. Der Personenverkehr auf der Verbindungsstrecke nach Gladbeck-Zweckel wurde erst am 3. Oktober 1926 aufgenommen.
Neben der Verbindungsstrecke nach Gladbeck-Zweckel gibt es Überlegungen für eine Verbindungsstrecke nach Gladbeck Ost (Gladbeck-Mitte). In der Diskussion befindet sich z. B. eine S-Bahn Linie zwischen Moers, Oberhausen Hbf und Dortmund Hbf über Gladbeck West und Gladbeck Ost (Gladbeck-Mitte).
Der Bahnhof lag bergbaubedingt auf einer Anhöhe. Westlich des Empfangsgebäudes unterquerte die Rentforter Straße die Gleisanlagen. Da die Unterführung bei Starkregen nicht mehr passiert werden konnte, wurde sie Mitte der 1960er Jahre durch eine Überführung ersetzt. Infolgedessen wurde das gesamte Gleisfeld um dreieinhalb Meter abgesenkt. Die Europabrücke wurde 1967 fertiggestellt.
Das ursprüngliche Empfangsgebäude von 1905 wurde 1971 wegen Bergschäden abgerissen. Die Deutsche Bundesbahn ließ 1972 einen Flachbau mit umlaufenden Vordach als neues Empfangsgebäude errichten. Die Güterabfertigung machte den größten Teil des Innenraums aus, ein kleinerer Teil diente als Schalterhalle. 2002 wurde das Gebäude geschlossen. Ein Fahrradparkhaus befindet sich im neu errichteten Anbau; die Radstation wurde in der ehemaligen Schalterhalle eingerichtet.
Im Zuge von Umbenennungen der Deutschen Bahn zur besseren Orientierung im VRR sollte dieser Bahnhof den Namen Gladbeck Hbf tragen. Die Stadt Gladbeck lehnte dieses Vorhaben jedoch ab, da dieser Bahnhof nicht den Qualitäten eines Hauptbahnhofs entspricht. Der Bahnhof Gladbeck Ost, der an den neuen zentralen Busbahnhof Oberhof verlegt werden soll, sollte im Zuge der Umbenennungen den neuen Namen Gladbeck Mitte erhalten.

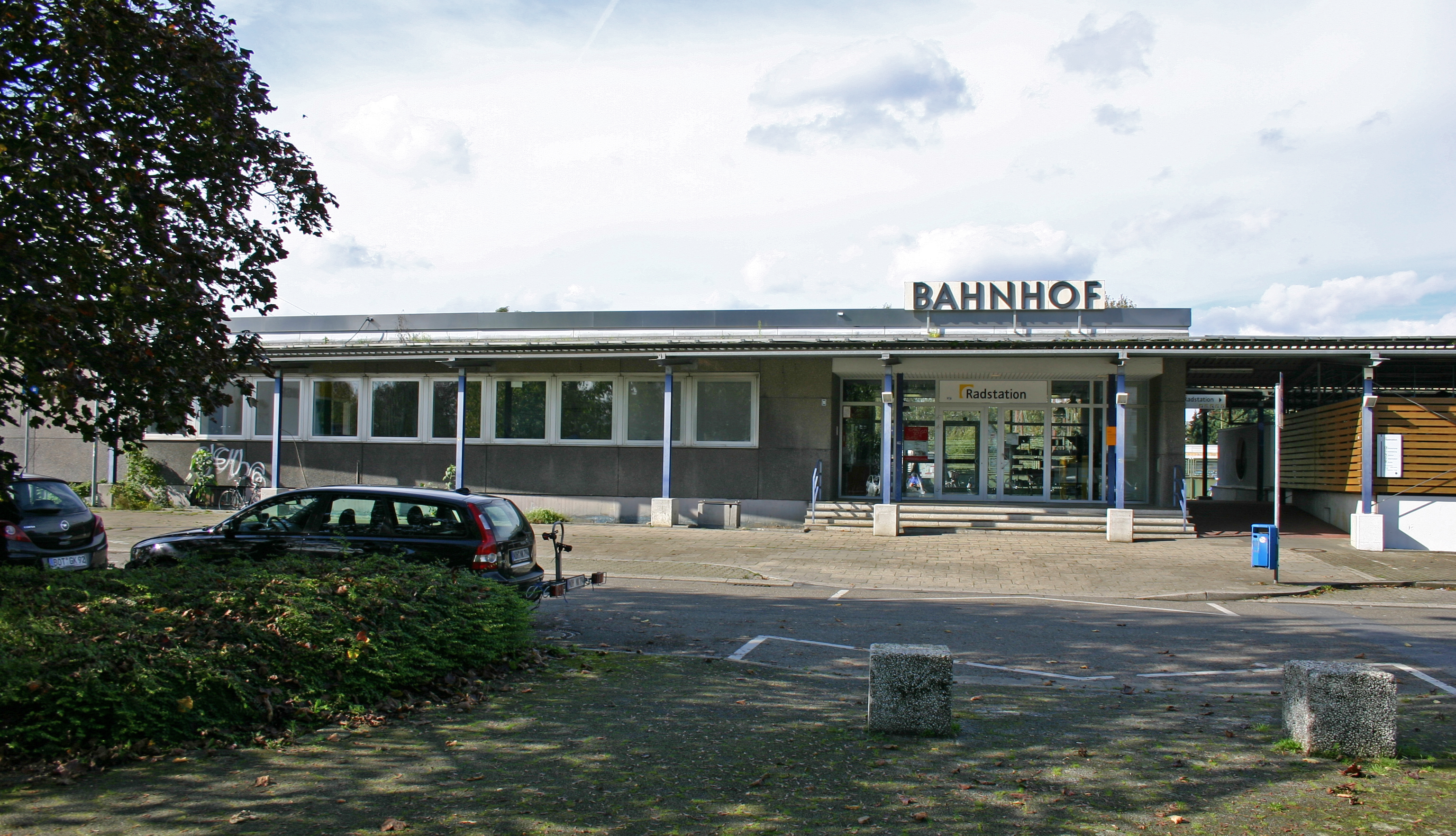
Empfangsgebäude und Radstation (2014)
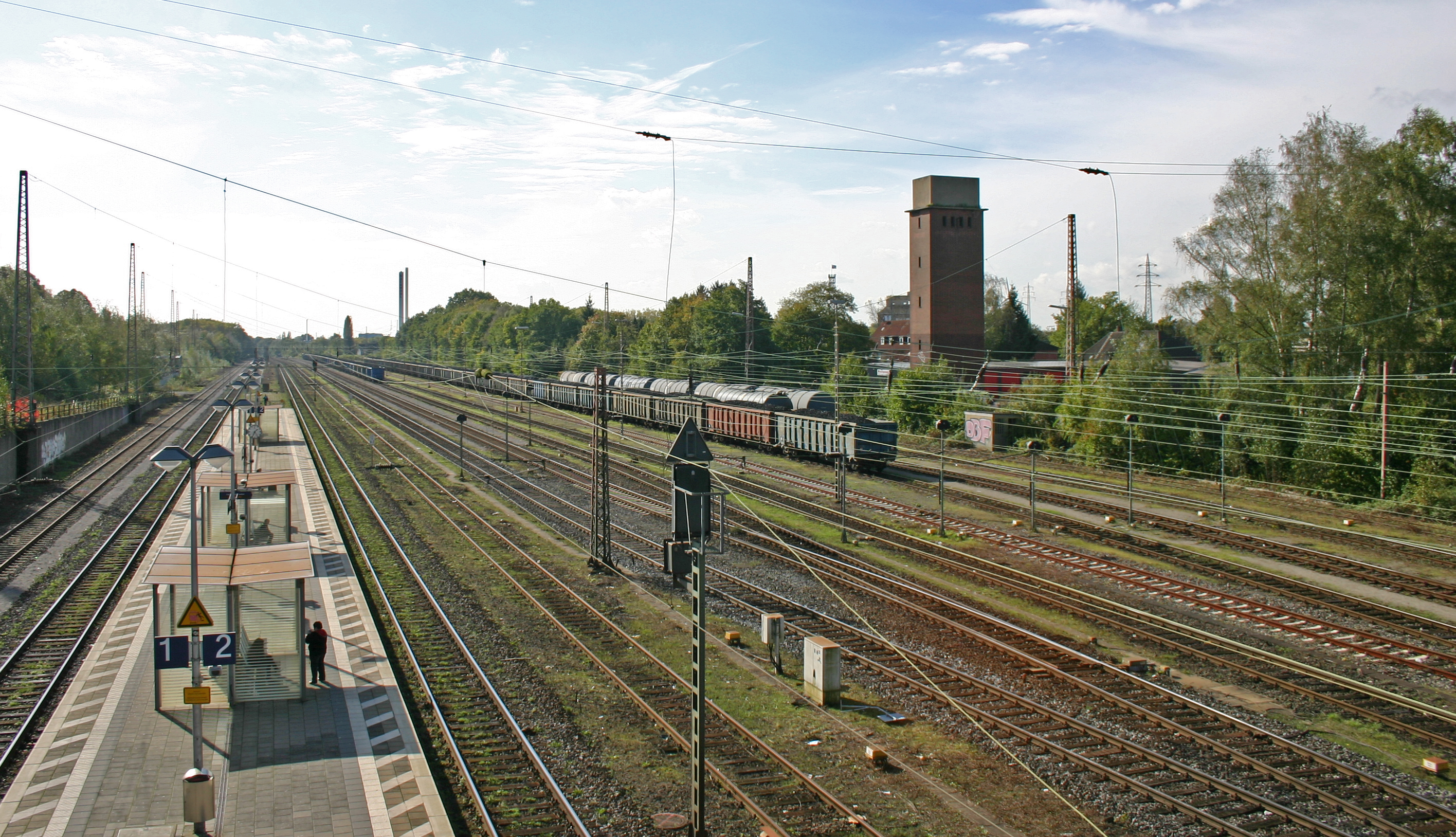
Bahnsteig und Gleisfeld
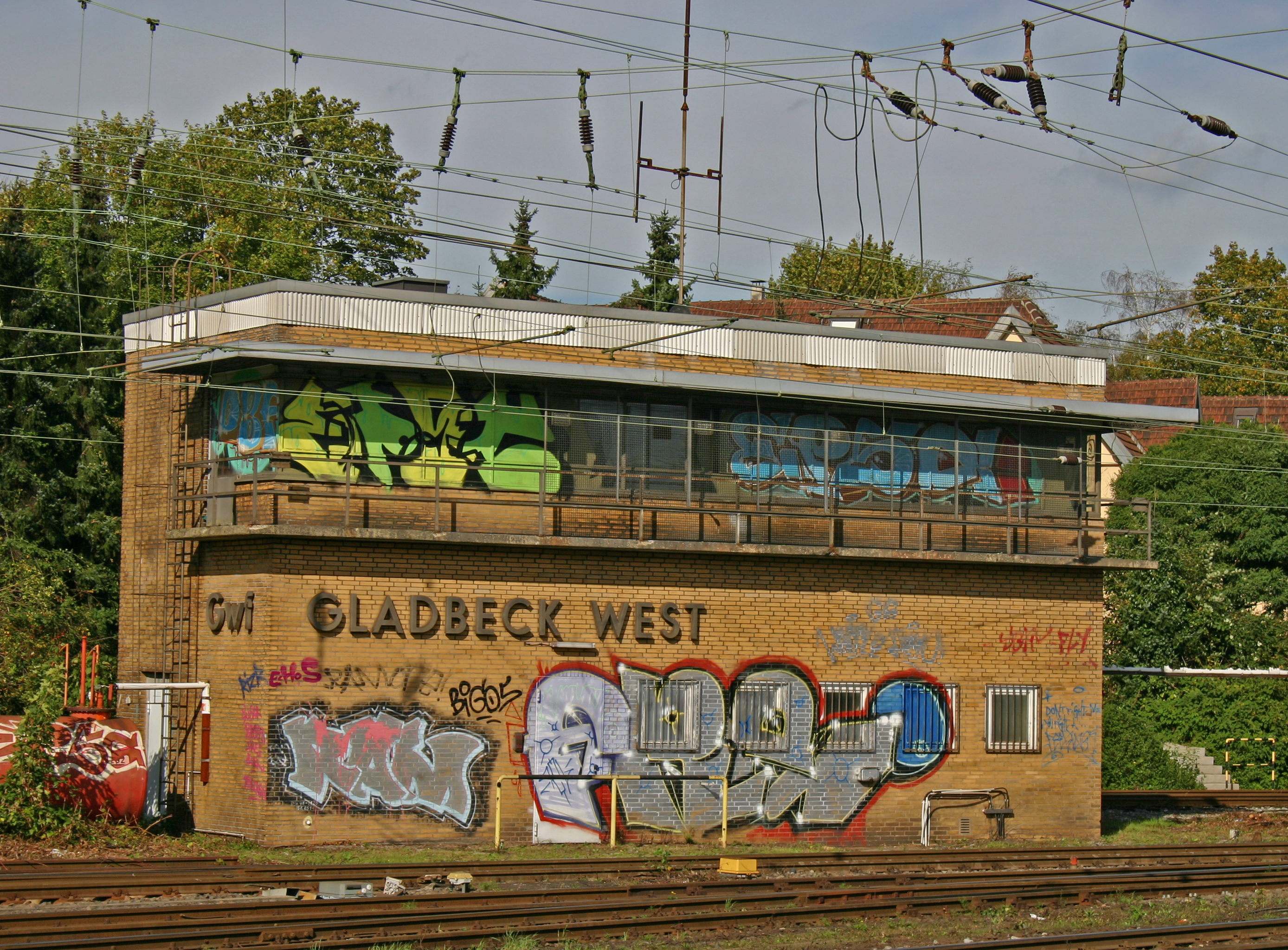
Ehemaliges Fahrdienstleiter-Stellwerk Gwf
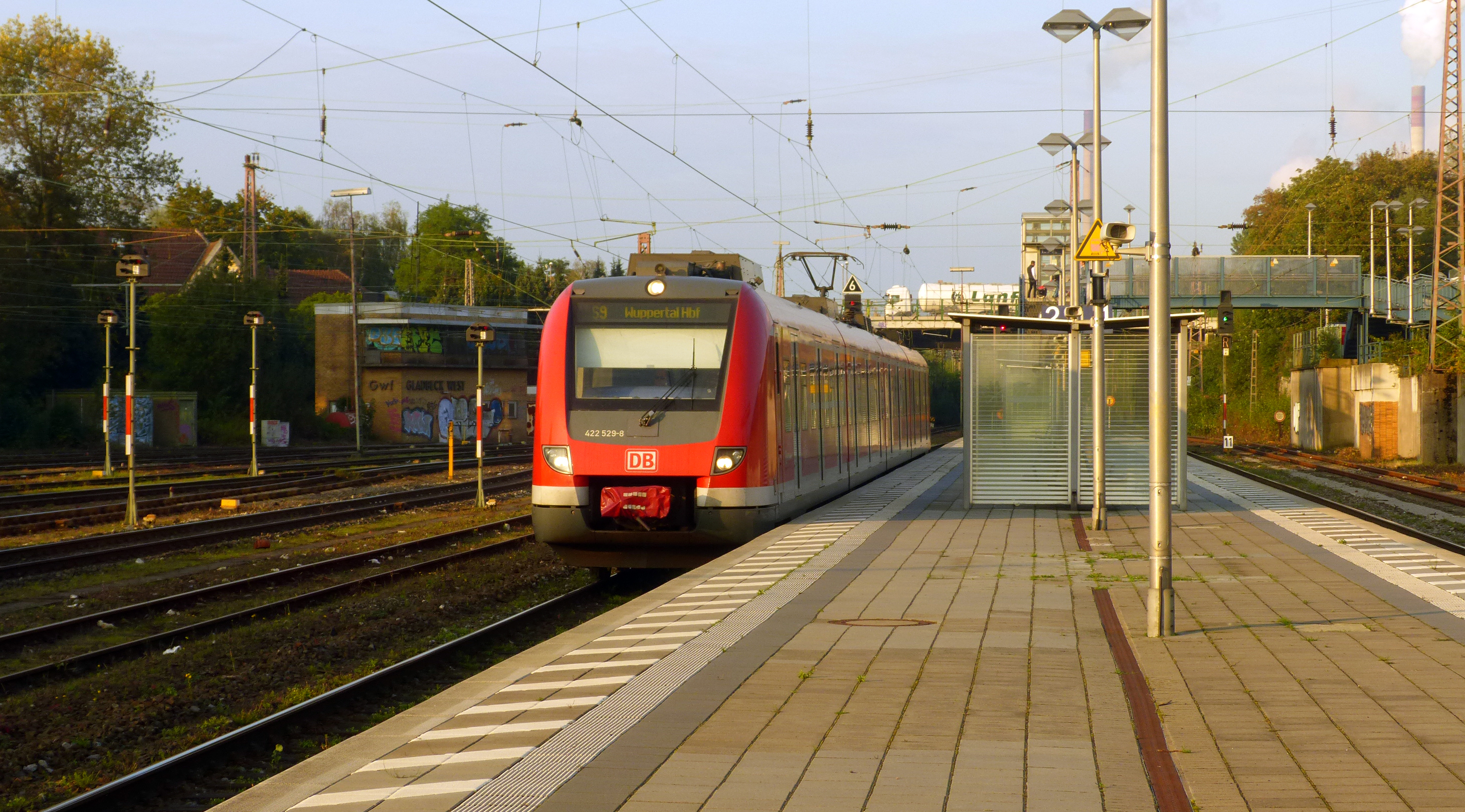
Zug der S9 nach Wuppertal Hbf in Gladbeck West, 2014 Bedienung noch durch DB

## Bedienung

### Regionalverkehr
Durch den zeitversetzten 30-Minuten-Takt des RE 14 und der S 9 wird ein angenäherter 15-Minuten-Takt nach Bottrop Hbf, Essen-Borbeck und Essen Hbf realisiert.
Dorsten ist alle 30 Minuten, Recklinghausen Hbf, Haltern am See, Borken und Coesfeld alle 60 Minuten angebunden.
Ab Gladbeck West bedient die S 9 zwei verschiedene Linienäste nach Recklinghausen Hbf und Haltern am See.
Im Fahrplanjahr 2024 wird die Strecke im Schienenpersonennahverkehr von den folgenden Linien bedient:
| Linie | Linienverlauf | Takt                                                                       | Betreiber     |
| ----- | --- | -------------------------------------------------------------------------- | ------------- |
| RE 14 | Emscher-Münsterland-Express: Zugteil 1: Borken (Westf) – Marbeck-Heiden – Rhade – Deuten – Hervest-Dorsten – Dorsten Zugteil 2: Coesfeld (Westf) – Reken-Maria Veen – Reken – Reken-Klein Reken – Lembeck – Wulfen (Westf) – Hervest-Dorsten – Dorsten Flügelung bzw. Wiedervereinigung: Dorsten – Feldhausen – Gladbeck-Zweckel – Gladbeck West – Bottrop Hbf – Essen-Borbeck – Essen West (nur Züge bis/ab Dorsten) – Essen Hbf Stand: Fahrplanwechsel Dezember 2023 | 60 min 30 min (Dorsten–Essen werktags)                                     | RheinRuhrBahn |
| S 9   | Linienweg 1: Haltern am See – Marl-Hamm – Marl Mitte – GE-Hassel – GE-Buer Nord – Linienweg 2: Recklinghausen Hbf – Herten (Westf) – Hauptlinienweg: Gladbeck West – Bottrop-Boy – Bottrop Hbf – E-Dellwig Ost – E-Gerschede – E-Borbeck – E-Borbeck Süd – Essen West – Essen Hbf – E-Steele – E-Überruhr – E-Holthausen – E-Kupferdreh – Velbert-Nierenhof – Velbert-Langenberg – Velbert-Neviges – Velbert-Rosenhügel – Wülfrath-Aprath – W-Vohwinkel – W-Sonnborn – W-Zoologischer Garten – W-Steinbeck – Wuppertal Hbf – W-Unterbarmen – W-Barmen – W-Oberbarmen – W-Langerfeld – Schwelm West – Schwelm – Gevelsberg West – Gevelsberg-Kipp – Gevelsberg Hbf – Gevelsberg-Knapp – HA-Westerbauer – HA-Heubing – HA-Wehringhausen – Hagen Hbf Stand: Fahrplanwechsel Dezember 2023 | 60 min (je Linienast) 30 min (Gladbeck–Wuppertal) 60 min (Wuppertal–Hagen) | DB Regio      |

### Busverkehr
Der Busverkehr wird in Gladbeck mit einigen Ausnahmen von der Vestische Straßenbahnen GmbH betrieben. Im Fahrplan des öffentlichen Personennahverkehrs gibt es hier folgendes Angebot:
| Linie | Verlauf | Takt (Mo–Fr)                                                  | Betreiber            |
| ----- | --- | ------------------------------------------------------------- | -------------------- |
| SB36  | Gelsenkirchen Hbf – Musiktheater – Schloß Horst – Gelsenkirchen-Horst, Buerer Str. – Gladbeck-Rosenhügel Hunsrückstr. – Brauck – Butendorf – Gladbeck Oberhof – Gladbeck Goetheplatz – Gladbeck West Bf – Rentfort – Bottrop-Kirchhellen (abends sowie sonn- und feiertags nur zwischen Schloß Horst und Bottrop-Kirchhellen) | 20 min                                                        | Bogestra / Vestische |
| 54    | Oberhof – West Bahnhof – Rentfort – Zweckel – Willy-Brandt-Schule | einzelne Fahrten                                              |                      |
| 188   | Dorsten ZOB – Bottrop-Feldhausen – Gladbeck-Zweckel – Gladbeck West Bf – Gladbeck Goetheplatz – Gladbeck Oberhof Weiterfahrt ab Gladbeck Oberhof als Linie 189 nach Bottrop-Boy und Essen-Karnap. | 60 min                                                        | Busverkehr Rheinland |
| 253   | Gelsenkirchen-Horst, Buerer Str. – Schloß Horst – Brauck – Butendorf – Gladbeck Marktplatz – Gladbeck Oberhof – Gladbeck Goetheplatz – Gladbeck West Bf – Rentfort Am Park – Tunnelstr. – Zweckel Markt − Zweckel Mitte/Bf Ab Zweckel Mitte/Bf weiter als Linie 254 in Richtung Gladbeck Oberhof                              | 30 min                                                        | Vestische            |
| 254   | Rentfort Am Park – Margaretenstr. – Ellinghorst – Gladbeck Marktplatz – Gladbeck Oberhof – Gladbeck Goetheplatz – Gladbeck West Bf – Schultendorf – Zweckel – Zweckel Mitte/Bf Ab Zweckel Mitte/Bf weiter als Linie 253 in Richtung Rentfort, abends als TaxiBus zwischen Gladbeck Oberhof und Zweckel Mitte/Bf               | 30 min                                                        | Vestische            |
| 258   | Rentfort Margaretenstr. – Rentfort Markt – Gladbeck West Bf – Gladbeck Goetheplatz – Gladbeck Oberhof – Butendorf – Brauck – Rosenhügel Hunsrückstr. – Schloß Horst – Gelsenkirchen-Horst, Buerer Str. | 20 min                                                        | Vestische            |
| TB256 | Taxibus: Gladbeck West Bf – Rentfort – (Ellinghorst Kaufpark – Bottrop-Eigen) / Bottrop-Grafenwald | 30 min (Gladbeck–Rentfort) 60 min (Rentfort–Eigen/Grafenwald) | Vestische            |